# عبد اللطيف بابا أحمد
عبد اللطيف بابا أحمد هو أكاديمي جزائري ، وزير التربية سابق.

## السيرة
- 2012 - 2014، وزير التربية الوطنية
- 2005 - 2012 ، رئيس جامعة البليدة
- 2002 - 2004 ، أمين عام وزارة التعليم العالي والبحث العلمي